# Giancarlo Innocenzi
Giancarlo Innocenzi, all'anagrafe Giancarlo Innocenzi Botti (Verona, 19 agosto 1945), è un politico italiano, già sottosegretario di Stato alle Comunicazioni nel governo Berlusconi II.

## Biografia
Dirigente di Mediaset, giornalista pubblicista dal 1982, è stato direttore dei servizi giornalistici di Canale 5 – Italia 1 – Rete 4, e poi amministratore delegato della Titanus e di Odeon TV. È stato eletto per la prima volta deputato alla Camera nel 1994 nella lista proporzionale di Forza Italia nel Trentino. Non rieletto deputato nel 1996, nel 2001, come tecnico in quota FI, è nominato Sottosegretario alle Comunicazioni nel governo Berlusconi II, dove resta fino al 2005, lanciando il digitale terrestre.
Nel maggio 2005 prende servizio come Commissario dell'Autorità per le Garanzie nelle Comunicazioni, Commissione per i servizi e i prodotti. Nel corso del suo mandato riceve la laurea honoris causa in Scienze della comunicazione da parte dell'Università LUMSA. È stato presidente di Sitcom. Dal 2010 al 2015 è stato presidente di Invitalia, agenzia nazionale per l'attrazione d'investimenti e lo sviluppo d'impresa. È stato anche Commissario della "Broadband Commission for Digital Development" joint-venture fra ITU e l'UNESCO.

## Controversie
Il 24 giugno 2010 si dimette dall'Agcom perché coinvolto nel cosiddetto Trani-gate, l'inchiesta Rai-Agcom della procura di Trani. Il 31 gennaio 2013 è stato reso noto che la sua posizione (insieme a quella di Silvio Berlusconi e Mauro Masi) in questo procedimento è stata archiviata.